# Манурі
Манурі (грец. Μανούρι) — традиційний для Греції сир із сироватки молока овець. Має статус PDO.
Виробляються виключно в районах Центральної та Західної Македонії і Фессалії із сироватки і молока овець або кіз (або їх суміші), іноді також із додавання вершків. Назва сиру походить від слів μανός та τυρός, що перекладається з грецької мови як легкий сир. Рецепт сиру заснований на рецептах сирів фета та кефалотирі.
Манурі було описано у Washington Post: «Легкий аромат Маноурі злегка кислуватий, схожий на аромат свіжого йогурту, але йому бракує кислинки йогурту (або фети). Натомість він має чистий, тонкий горіховий смак з невеликою в’язкістю та смаком. ледь помітний натяк на смак. Що справді підносить сир, так це його текстура».